# Diego Bautista de Urbaneja
Diego Bautista de Urbaneja (Barcelona, Veneçuela, 1782 - Caracas, 1856) fou un polític veneçolà.
De família il·lustre i advocat, el 1810 es va unir als independentistes i va combatre amb Francisco Miranda i Simón Bolívar. Fou diputat, ministre i membre del consell d'estat de la Gran Colòmbia, feu costat a la segregació de Veneçuela, de la qual fou vicepresident i president del govern.
Ocupà breument la presidència de la república (1832 i 1848). Col·laborà en la política conservadora de Juan A.Páez i Carlos Soublette i aspirà a la vicepresidència el 1844. El govern filoliberal de José T. Moragas tallà la seva carrera política, i el 1853 es retirà a la vida privada.